# Zlib
Zlib — вільна крос-платформова бібліотека для стиснення даних, яка була розроблена Жан-лу Галлі (фр. Jean-loup Gailly) та Марком Адлером (англ. Mark Adler). Є узагальненням алгоритму стиснення Deflate, який використовується у їхньому компресорі gzip. Перша публічна версія бібліотеки 0.9 була випущена 1 травня 1995 року для використання разом з бібліотекою libpng. Поширюється за ліцензією zlib.
zlib є важливим компонентом багатьох програмних платформ, включаючи Linux, Mac OS X та iOS, також використаний в гральних консолях PlayStation 3/4, Wii, Xbox 360.

## ПЗ, яке використовує zlib
Зараз zlib є чимось подібним до стандарту де-факто, наприклад zlib та Deflate дуже часто замінюють один одного у текстах стандартів. Сотні застосунків для Юнікс-подібних операційних систем (наприклад, GNU/Linux) використовують zlib. На інших платформам вона також використовується, наприклад на Microsoft Windows та Palm OS. Бібліотека використовується у:
- Ядро Linux — реалізація мережевих протоколів із стисненням, прозоре стиснення, яке інтегроване у файлові системи, стиснення завантажувального образу ядра для збереження на дисках (з розпакуванням під час завантаження).
- libpng, реалізація формату зображень PNG, використовує Deflate для потокового стиснення даних.
- HTTP-сервер Apache використовує zlib для реалізації стиснення для протоколу HTTP/1.1.
- Клієнт і сервер OpenSSH, для опціонального стиснення, яке підтримується протоколом SSH.
- Бібліотека GnuTLS також може використовувати zlib для стиснення з'єднань Transport Layer Security.
- Пакет програм 1С:Підприємство версій 7.7 і 8 використовує zlib для стиснення файлів своєї бази даних (при файловому режимі організації даних) і даних у таблицях SQL (при серверній організації даних).

zlib використовується і у пристроях, що вбудовуються, оскільки її код переносний і використовує мало пам'яті.